# V2-Stellung
 Verbzweitstellung, oder kurz: V2-Stellung, bezeichnet in der Linguistik ein Wortstellungsmuster, bei dem das finite Verb an zweiter Position im Satz steht und die Besetzung der ersten Position frei wählbar ist (das sogenannte Vorfeld). Dieses Wortstellungsmuster steht dadurch außerhalb der klassischen Wortstellungstypen, die die relative Stellung von Subjekt (S), Objekt (O) und einfachem Prädikat (V) festlegen, also so wie SVO, SOV etc. Die V2-Stellung tritt vielmehr zu einem solchen Typ hinzu und bildet eine darüberliegende Schicht in der Satzstruktur. So sind Deutsch oder Kashmiri SOV-Sprachen mit zusätzlicher V2-Regel, Schwedisch oder Isländisch sind SVO-Sprachen mit zusätzlicher V2-Regel.
Die V2-Stellung ist typisch für die gesamte Gruppe der germanischen Sprachen – mit Ausnahme des Englischen. In der traditionellen Grammatik des Deutschen wird ein Satz, der das V2-Muster aufweist, (nach E. Drach) auch als Kernsatz bezeichnet.

## Beispiele und ihre Herleitung

### Varianten im deutschen Hauptsatz
Im Deutschen steht in Aussagesätzen das finite Verb (d. h. das Verb, das die Personalformen und Zeitstufe anzeigt) an zweiter Stelle; beliebige Satzteile können dabei die erste Stelle im Satz einnehmen:
- Klaus kauft Obst.
- Im Winter kauft Klaus Obst.
- Vorgestern hat Klaus Obst gekauft.
- Trotz des harten Winters kauft Klaus täglich Obst.
- Warum kauft Klaus Obst?
- Obst kauft Klaus nur selten.

### Herleitung von Verbzweitsätzen

#### Topologische Felder
Die traditionelle Germanistik beschreibt Verbzweitsätze im Rahmen des sogenannten Feldermodells als statische Anordnung: Der Satz wird in eine Abfolge von „Feldern“ eingeteilt, und der V2-Satz ist als eine Satzform charakterisiert, bei der das Vorfeld mit einem beliebigen Satzglied besetzt ist und darauf folgend das finite Verb in der „linken Satzklammer“ (statt in der rechten) steht. Alles restliche Material folgt dann ab dem Mittelfeld. Hierbei wird das finite Verb auch von einer Verbalpartikel (wie „ab“) getrennt (siehe den Artikel Partikelverb):
| Vorfeld   | linke Klammer | Mittelfeld                          | rechte Klammer | Nachfeld |
| --------- | ------------- | ----------------------------------- | -------------- | -------- |
| Gestern   | hat           | die Katze uns eine Maus vor die Tür | gelegt         |          |
| Die Katze | legte         | eine Maus vor der Tür               | ab             |          |

#### Transformationsgrammatik
Aus Sicht einer Transformationsgrammatik stellt die Verbzweitstellung ein Standardbeispiel einer abgeleiteten Wortstellung dar: Die Vielfalt der deutschen Satzmuster in der obigen Beispielliste kann erfasst werden, indem ausgehend von einer Basis-Wortstellung gewisse Umformungsregeln ansetzen. Als Basis der Ableitung lässt sich im Deutschen die Abfolge Subjekt-Objekt-Verb (SOV) identifizieren, die in Reinform in Nebensätzen anzutreffen ist. Diese bleibt im Ansatz auch in vielen Hauptsätzen erkennbar, wird aber durch zwei Transformationen abgewandelt: Zum einen wird das finite Verb vorangestellt (so dass zunächst ein Verberstsatz entsteht), sodann wird ein beliebiger weiterer Satzteil als Besetzung des Vorfelds nach vorn gezogen. Alle Satzteile, die von der Umformung nicht betroffen waren, zeigen weiterhin den SOV-Charakter des Deutschen an. Die Ableitung eines Beispielsatzes sieht dann folgendermaßen aus:
1. Grundwortstellung: im Deutschen SOV (= Nebensatzwortstellung) 
|  | (Konjunktion) | Subjekt | Adverbial | Objekt | Prädikat    |
|  | ------------- | ------- | --------- | ------ | ----------- |
|  | (weil)        | Klaus   | gestern   | Obst   | gekauft hat |

2. Voranstellung des finiten Verbs (ergibt einen Satz mit V1-Stellung)
|  | Finitum | Subjekt | Adverbial | Objekt | Prädikat    |
|  | ------- | ------- | --------- | ------ | ----------- |
|  | hat1    | Klaus   | gestern   | Obst   | gekauft __1 |

3. Mögliche Besetzungen des Vorfelds, ergibt V2-Stellung:
| Vorfeld  | Finitum | Subjekt | Adverbial | Objekt | Prädikat    |
| -------- | ------- | ------- | --------- | ------ | ----------- |
| Gestern2 | hat1    | Klaus   | __2       | Obst   | gekauft __1 |
| Obst2    | hat1    | Klaus   | gestern   | __2    | gekauft __1 |
| Klaus2   | hat1    | __2     | gestern   | Obst   | gekauft __1 |

oder:
| Vorfeld       | Finitum | Subjekt | Adverbial | (Rest)  |
| ------------- | ------- | ------- | --------- | ------- |
| Obst gekauft2 | hat1    | Klaus   | gestern   | __2 __1 |

Eine solche transformationelle Analyse wurde erstmals von Manfred Bierwisch (1963) vorgeschlagen (sie sah im Einzelnen jedoch etwas anders aus als oben). Mit einer solchen Ableitung lässt sich erklären, warum das finite Verb vorne im Satz erscheint, jedoch Verbpartikeln am Satzende zurückbleiben, obwohl eigentlich beide zusammen ein Wort bilden sollten. Beispiel:
- „40.000 Briefe tüteten die Mitarbeiter ein, und nichts passierte.“

Ein Verb tüten für sich allein gibt es im Deutschen sonst nicht, es existiert nur eintüten. Aus der Tatsache, dass die Partikel ein alleine am Satzende steht, kann man schließen, dass diese Position auch die ursprüngliche Position des finiten Verbteils tüteten sein muss, und dass somit eine plausible Analyse darin besteht, dass das finite Verb von dort „wegbewegt“ wurde, wie in der obigen Ableitung gezeigt.
Verben im Infinitiv können niemals in der Verbzweitposition vorkommen, Verb und Partikel bleiben daher im Infinitiv immer zusammen in Endstellung (wie bei „ein(zu)tüten“). Die Verbzweitregel muss also so formuliert werden, dass der kleinstmögliche Teil des Prädikats, der die finiten Merkmale enthält, nach vorn gezogen wird.

#### Besetzung des Vorfelds
Die Bewegung von Einheiten ins Vorfeld, die in dem obigen Beispiel gezeigt wurde, wird manchmal auch als Topikalisierung bezeichnet (wenngleich nicht unbedingt die Bedeutung eines Topiks vorliegt). Topikalisiert werden kann fast jeder Satzteil (außer dem finiten Verb), also nicht nur Satzglieder wie Subjekt und Objekt, sondern auch Adverbiale, und ebenso Teile des Prädikats, die im Infinitiv stehen, mit zugehörigen Ergänzungen, wie z. B. „Obst gekauft“ im letzten Beispiel der obigen Liste (Topikalisierung einer Verbalphrase). Auch ganze Nebensätze können das Vorfeld ihres übergeordneten Hauptsatzes ausfüllen, wenn sie den Status eines Subjekts, Objekts oder eines Adverbials besitzen:
```
„[ Obwohl es regnete ] brachen wir zu einem Spaziergang auf.“
```

Eine weitere Möglichkeit ist, das Vorfeld mit einem speziellen Füllpronomen (Expletiv) zu besetzen. Das Pronomen „es“ im folgenden Beispiel dient nur dazu, das Vorfeld zu füllen, so dass die Form des deutschen Hauptsatzes gewahrt bleibt, auch wenn man keinen Satzteil durch Voranstellung hervorheben möchte. Dieses „es“ vertritt also kein Subjekt:
```
„Es lag ein Bischof tot in einer Mur am Fuße des Zederngebirges.“
```

Diese Art von es ist niemals im Mittelfeld möglich, es kann also nicht von dort nach vorn bewegt worden sein. Der Fall des Vorfeld-Expletivs zeigt somit, dass auch in einem transformationellen Modell nicht jede Vorfeldbesetzung auf Bewegung beruhen muss. Ebenso wird in der Literatur erwogen, dass manche Adverbiale im Vorfeld direkt eingesetzt werden könnten. Auch die Bewegungsanalyse für vorangestellte infinite Verbalphrasen ist teilweise angezweifelt worden.

#### Position des finiten Verbs

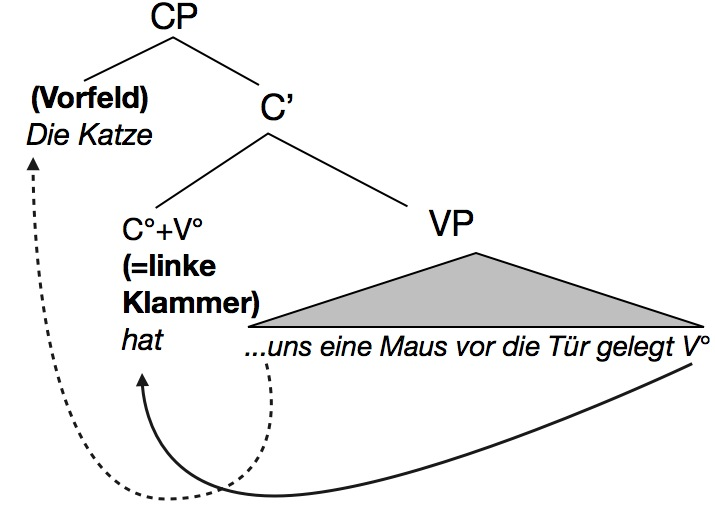
Verbzweitsatz abgeleitet durch Verbbewegung nach C° (mit dem Mittelfeld als VP, nach Haider (2006))

Sowohl im Feldermodell als auch in der generativen Transformationsgrammatik wird mehrheitlich angenommen, dass die Position des finiten Verbs in V2-Stellung dieselbe ist, in der auch unterordnende Konjunktionen stehen, d. h. im Feldermodell die „linke Satzklammer“ und in der generativen Syntax die „C“-Position. Das Hauptargument hierfür ist, dass Verbvoranstellung und das Erscheinen einer Konjunktion sich im Deutschen gegenseitig ausschließen, und dass also beide um dieselbe Position konkurrieren würden. Wenn dies so ist, muss im generativen Modell ein syntaktischer Kopf C° ohne Besetzung erzeugt werden und in diesen das Verb hineinbewegt werden, wie in der Abbildung:
Manche Autoren haben im Gegensatz hierzu vorgeschlagen, dass Konjunktionen in der Satzstruktur höher stehen und dass die V2-Position eine eigene, tiefer im Satz befindliche Position ist. Für das Deutsche müssen dann Regeln festgelegt werden, die immer nur die Besetzung von einer der beiden Positionen erlauben, wogegen dies in anderen Sprachen evtl. nicht so ist (siehe unten).

## Abgrenzung vom Wortstellungsmuster SVO
Verbzweitsprachen wie das Deutsche sind zu unterscheiden von Sprachen, die eine feste Wortstellung Subjekt-Verb-Objekt (SVO) verlangen, obwohl auch bei SVO in gewisser Weise das Verb an zweiter Position zu stehen scheint. Jedoch sind SVO und V2 ganz verschiedenartige Satzmuster, es ist also auch nicht richtig, SVO als einen Spezialfall von Verbzweit anzusehen.
Der Unterschied zwischen einer V2-Struktur und einer SVO-Struktur wird deutlich, wenn man folgende Wortstellungsmuster des Deutschen und Englischen vergleicht: Auch bei Voranstellung eines Adverbials (außer bei negativen Adverbialen, siehe unten) bleibt im Englischen die SVO-Reihenfolge anschließend intakt, während sich die V2-Position unmittelbar nach dem Adverbial anschließt.
```
Paul kaufte Obst.

Gestern kaufte Paul Obst.
```

```
John bought apples.

Yesterday, John bought apples.

*nicht*
: 
Yesterday bought John apples.
```

Hieraus ergibt sich, dass auch Sätze von der Form Paul kaufte Obst im Deutschen keine SVO-Sätze sind, sondern dass hier dieselbe Reihenfolge im Deutschen von der V2-Regel hergestellt wird (also eigentlich [S V [– O –]]). Allerdings kommt der Unterschied erst zum Vorschein, sobald das Prädikat noch Bestandteile im Infinitiv hat: Das infinite Verb und das Objekt bilden dann sofort wieder eine OV-Abfolge. Vergleiche wiederum die echte SVO-Stellung im Englischen: Hier stehen alle Verben vor dem Objekt.
```
Paul hat Obst (O) gekauft (V).

Paul has bought (V) apples (O).
```

Der Unterschied ist also, dass die Natur der ersten Position eine andere ist: In SVO-Sprachen folgt das Verb immer dem Subjekt, in echten Verbzweitsprachen kann zwar das Subjekt als Besetzung des Vorfelds dienen, es muss aber nicht und es können stattdessen immer auch andere Satzglieder vorangestellt werden. In letzterem Fall ergibt sich als sicheres Erkennungszeichen einer V2-Struktur, dass dann das finite Verb vor dem Subjekt steht.
Ein weiterer Unterschied besteht darin, dass es das Verbzweit-Phänomen nie bei Infinitiven gibt; die Infinitive des Deutschen zeigen Verb-Endstellung. Dagegen steht SVO als eine Grundstruktur des Satzes in der Regel genauso zur Verfügung, wenn das Verb im Infinitiv ist. Dass im Englischen auch Infinitive die SVO-Stellung beibehalten, wird sichtbar, wenn eine Konstruktion mit for … to herangezogen wird, die auch im Infinitiv das Erscheinen eines Subjekts erlaubt:
```
For John (S)  to buy (V) apples (O) would be unexpected.

vgl. 
Hans (S) Äpfel (O) kaufen (V) zu sehen … wäre unerwartet.
```

Das Satzschema SVO muss außerdem vom Verbzweit-Schema getrennt werden, weil es möglich ist, dass eine SVO-Sprache zusätzlich eine Verbzweitregel aufweist (siehe unten).

## Vorkommen und Varianten

### Sprachen mit V2 als obligatorischer Wortstellung im Hauptsatz
Verbzweitstellung als obligatorische Form des Hauptsatzes ist eine typische Eigenschaft der germanischen Sprachen, kommt aber ansonsten in den Sprachen der Welt selten vor. Zu den wenigen anderen Fällen zählt in Europa das Estnische sowie das moderne Bretonisch; außerdem sind historisch auch in romanischen Sprachen, etwa Altfranzösisch oder Altitalienisch, in gewissem Umfang Verbzweitphänomene aufgetreten (die sich im heutigen Rätoromanisch noch fortsetzen). Außerhalb Europas findet sich V2-Satzform in der indoiranischen Sprache Kashmiri sowie außerhalb der indogermanischen Sprachfamilie anscheinend auch noch in den austronesischen Sprachen Taiof und Sisiqa, der brasilianischen Indianersprache Karitiana aus der Tupí-Familie und der uto-aztekischen Sprache Tohono O’Odham. Die Beispiele der keltischen Sprachen Walisisch und Bretonisch oder auch des Karitiana zeigen, dass fließende Übergänge zwischen VSO-Sprachen und V2-Sprachen vorkommen.

### Unterschiede in der Basis für die V2-Stellung
Die kontinental-westgermanischen Sprachen (also Deutsch und seine eng verwandten Nachbarn wie z. B. Niederländisch) sind Verbzweitsprachen mit SOV-Ausgangsstruktur. Hier findet sich, wie oben dargestellt, eine S-O-V-Abfolge im Nebensatz, die als Basis für die Voranstellungsregeln der V2-Bildung dient. Ebenso ist es möglich, dass eine Sprache mit der Basisabfolge S-V-O um eine Voranstellungsregel zur Bildung von V2-Sätzen erweitert wird; diesen Fall stellen die skandinavischen Sprachen dar, also z. B. Schwedisch, Norwegisch, Isländisch.
```
Schwedisch
:
Nebensatzwortstellung S-V-O
(eftersom) [
jag köpte en glass efter det
 ]
(weil)     ich  kaufte ein Eis  danach

Hauptsatzwortstellung V2, z.
 
B.:
Efter det
2
 köpte
1
  [
jag  --
1
  en glass --
2
 ]
Danach     kaufte   ich      ein Eis
```

Siehe auch
- Für weitere Beispiele: Isländische Sprache #Syntax
- Für trennbare Verben in skandinavischen Verbzweitsätzen: Partikelverb #Partikelverben im Sprachvergleich

### Verbzweitsätze als Nebensätze
Im Deutschen gibt es bei gewissen Verben Nebensätze, die statt der Konjunktion dass auch V2-Struktur erlauben; solche Verben werden  „Brückenverben“ genannt:
```
Ich vermute [  dass sie da drüben Steaks grillen ]

Ich vermute [ sie grillen da drüben Steaks       ]
```

```
 
Ich bezweifle   [  dass sie da drüben Steaks grillen ]

 
* nicht:
 
Ich bezweifle [ sie grillen da drüben Steaks ] 
```

Aus dieser Gegenüberstellung ist zu sehen, dass bezweifeln kein Brückenverb ist (wie viele Verben mit negativer oder aber faktiver Bedeutung).
Während im Deutschen der eingebettete Verbzweit-Satz alternativ zu einem dass-Satz erscheint, kommen in anderen germanischen Sprachen Verbzweit-Sätze zusammen mit der Konjunktion dass vor, wie in dem folgenden Beispiel aus dem Dänischen (auch dieser Fall von V2-Nebensatz ist eingeschränkt auf Konstruktionen mit Brückenverben):
```
Vi  ved    at   denne  bog  har Bo ikke  læst

Wir wissen dass dieses Buch hat Bo nicht gelesen
```

Der Satz, der nach at (dass) folgt, muss ein Verbzweitsatz sein, weil das Objekt dieses Buch vor dem finiten Verb steht und danach erst das Subjekt folgt. Vikner (1995) erklärt dies so, dass zwar das Verb in der C°-Position steht, wie in obigem Baumdiagramm fürs Deutsche gezeigt, dass aber zwei C°-Positionen hintereinander erzeugt werden können, so dass die Konjunktion in der ersten der beiden stehen kann.

### V2-Stellung im Vergleich mit „Inversion“ im Englischen
Als einzige germanische Sprache besitzt das moderne Englisch keine durchgängige V2-Regel mehr. Allerdings gibt es in Fragesätzen und einigen weiteren Konstruktionen ein Phänomen, das traditionell Inversion genannt wird und das der V2-Satzform ähnelt. In Ergänzungsfragen wird im Englischen ein Fragewort vorangestellt und (außer bei Subjektfragen) ein Hilfsverb vor das Subjekt gezogen. Nach herkömmlicher Analyse bilden hier das Fragewort und das Hilfsverb eine CP-Struktur, wie sie auch in der Abbildung zum deutschen Verbzweitsatz oben dargestellt wurde:
```
Englischer Aussagesatz: S-Aux-V-O

             
I  can  say something

Englischer Fragesatz (Objekt-Frage)

What
2
 can
1
  [
I  --
1
  say   --
2
 ]
```

Aufgrund solcher Parallelen ist das moderne Englisch als eine „Rest-V2-Sprache“ (residual verb second) bezeichnet worden. Anders als in V2-Sprachen wie Deutsch und Schwedisch ist hier die Verbvoranstellung jedoch nur für Hilfsverben möglich und kommt nicht in einfachen Aussagesätzen vor (sondern ist in diesem Beispiel durch die Fragesatzbildung bedingt). Ein weiterer Typ von Inversionskonstruktionen im Englischen sind Sätze mit vorangestellten negativen Adverbialen (z. B. never). Solche Strukturen unterscheiden sich jedoch grammatisch von deutschen Verbzweitsätzen, weil die Inversion wesentlich tiefer im Satz vorkommen kann:
```
(I promise) 
that during the holidays  
on no account    will
 I   write    a paper

          (dass während der Feiertage auf keinen Fall werde ich schreiben einen Aufsatz)
```

Hier erscheint, anders als in deutschen V2-Sätzen, das vorangestellte Verb nicht neben einem topikalisierten Satzglied (hier: „during the holidays“), sondern erst nach dem zusätzlich vorangestellten negativen Adverbial „on no account“. Beides steht unterhalb der Konjunktion „that“, sodass in diesen Inversionskonstruktionen das Verb nicht in der C-Position sein kann, anders als dies für das Deutsche angenommen wurde.